# Степин, Пётр
Пётр Степин (пол. Piotr Stępień; род. 24 октября 1963, Радомско, Лодзинское воеводство) — польский борец греко-римского стиля, призёр чемпионата Европы, серебряный призёр летних Олимпийских игр 1992 года в Барселоне.

## Карьера
Выступал в средней весовой категории (до 82 кг). В 1989 году Степин стал серебряным призёром чемпионата Европы в Оулу.
На летних Олимпийских играх 1992 года в Барселоне Степин победил итальянца Эрнесто Раззино, выступавшего за Объединённую команду Даулета Турлыханова, швейцарца Давида Мартинетти, финна Тимо Ниеми и стал победителем своей подгруппы. В финальной схватке поляк проиграл венгру Петеру Фаркашу и завоевал олимпийское серебро.